# Emesis cleis
Emesis cleis är en fjärilsart som beskrevs av Edwards 1882. Emesis cleis ingår i släktet Emesis och familjen Riodinidae. Inga underarter finns listade i Catalogue of Life.